# محوطه قاطرچی بولاغی
محوطه قاطرچی بولاغی مربوط به هزاره اول قبل از میلاد است و در شهرستان نمین، بخش مرکزی، روستای آرپاتپه واقع شده و این اثر در تاریخ ۱۷ اسفند ۱۳۸۱ با شمارهٔ ثبت ۷۸۲۱ به‌عنوان یکی از آثار ملی ایران به ثبت رسیده است.